# Krzyżna Polana
Krzyżna Polana – polana w Dolinie Krzyżnej w  Liptowskich Kopach w słowackich Tatrach Wysokich. Znajduje się na wysokości około 1250 m na orograficznie lewym brzegu Krzyżnego Potoku. Jest to niewielka, pozioma polana o długości około 200 m i szerokości około 100 m. Na południowym krańcu polany stoi paśnik dla zwierząt, na północnym duży, okresowo zamieszkiwany dom. Do polany dochodzi dobra szutrowa droga od głównej drogi biegnącej dnem Doliny Cichej. Droga ta ciągnie się jeszcze około 100 m za polaną i kończy placem manewrowym.
Od Krzyżnej Polany wychodzi kilka ścieżek prowadzących masywem Kop Liptowskich. Dawniej prowadził tędy zielono znakowany szlak turystyczny grzbietem Kop Liptowskich. Od 1949 r. jednak cały rejon Kop Liptowskich stanowi obszar ochrony ścisłej TANAP-u). 